# Giorgio Gomelsky

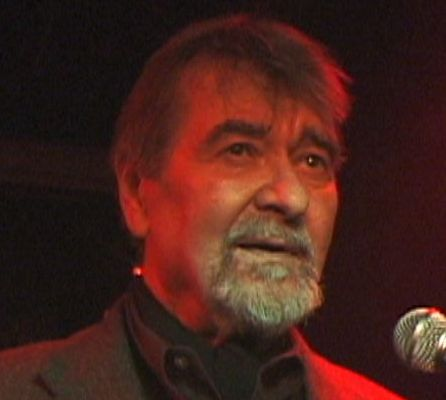
Giorgio Gomelsky 2009

Giorgio Gomelsky (* 28. Februar 1934 in der Georgischen SSR; † 13. Januar 2016 in New York) war ein einflussreicher britischer Impresario, Musik-Manager und Produzent.

## Leben
Gomelsky war der Sohn eines Arztes und einer Hutmacherin aus Monte Carlo. 1938 flohen seine Eltern aus der stalinistischen Sowjetunion und gelangten über Syrien, Ägypten und Italien 1944 in die Schweiz, wo er eine Benediktinerschule in Ascona und die private École d’Humanité in Hasliberg besuchte. Später lebte er in England und ab 1978 in New York.

## Crawdaddy Club
Ab 1963 war er Besitzer des Crawdaddy Clubs, in dem die Rolling Stones die Hausband waren. Außerdem war Gomelsky der erste Manager der Stones, bis er vom redegewandten jungen Andrew Loog Oldham abgelöst wurde. Nach den Rolling Stones konnte er die Yardbirds davon überzeugen, neue Hausband seines Clubs zu werden. Er war auch bis 1966 deren Manager und Produzent und hinterließ die Rechte an den Stücken der Yardbirds aus jener Zeit.
1966 förderte Gomelsky die Band Soft Machine. Nachdem deren Gründer Daevid Allen wegen Visaproblemen die Band verlassen hatte, produzierte er später auch einige Alben dessen neuer Band Gong. Gomelsky produzierte außerdem die französische Band Magma.

## Marmalade Records
1966 gründete er das Plattenlabel Marmalade Records, das Künstler wie Julie Driscoll, Brian Auger und The Trinity veröffentlichte. Das Label wurde 1969 geschlossen.